# Michel Dach
Michel Dach (né le 5 mai 1950 à Soisy-sous-Montmorency) est un athlète français, spécialiste des épreuves de sprint.

## Biographie
Champion de France en salle du 400 m en 1972, Michel Dach remporte la médaille de bronze du relais 4 × 2 tours lors des Championnats d'Europe en salle 1972 de Grenoble, associé à Patrick Salvador, André Paoli et Gilles Bertould. Michel Dach a été secrétaire exécutif du comité international des Jeux de la Francophonie (1998-2006). 

### Palmarès
| Date | Compétition                    | Lieu     | Résultat | Épreuve            |
| ---- | ------------------------------ | -------- | -------- | ------------------ |
| 1972 | Championnats d'Europe en salle | Grenoble | 3e       | Relais 4 × 2 tours |

### Records
| Épreuve | Performance | Lieu | Date |
| ------- | ----------- | ---- | ---- |
| 200 m   | 21 s 8      |      | 1968 |
| 400 m   | 46 s 9      |      | 1972 |

## Sources
- DocAthlé 2003, Fédération française d'athlétisme, p. 460